# Синдром Торга — Винчестера
Синдром Торга-Винчестера — синдром, впервые описанный в 1969 году; у носителей которого отмечается спектр проявлений, в том числе сниженный рост вследствие патологии костей и суставов, помутнения роговицы, грубые черты лица, подкожные узелковые утолщения, огрубение кожи, гипертрихоз. Отклонения вызываются разнообразными мутациями гена MMP2. Их разнообразие привело к тому, что они были описаны как три различных синдрома: синдром Торга, синдром Винчестера, NAO-синдром, и лишь в 2006 году объединены под новым общим именем.

## Симптомы
Симптомы синдрома Торга — Винчестера начинаются с разрушения костей рук и ног. Эта потеря костной ткани вызывает боль, патологические переломы и ограничение подвижности. Аномалии костей распространяются на другие части тела, в основном на суставы. Это вызывает артропатию: ригидность суставов (контрактуры) и опухание суставов. У многих людей развивается остеопения и остеопороз по всему телу. Проявления в костях и суставах обычно начинаются с рук и ног, затем распространяются на более крупные суставы, такие как локти и плечи в верхних конечностях и колени и бедра в нижних конечностях. Из-за повреждения костей многие пострадавшие страдают от переломов костей, артрита и иногда низкого роста.
У многих людей кожа становится шероховатой, когда кожа кажется тёмной и толстой. Известно, что на этих тёмных участках кожи наблюдается чрезмерный рост волос (гипертрихоз). В глазах может появиться белое или прозрачное покрытие роговицы (помутнение роговицы), что может вызвать проблемы со зрением.

## Механизм
Считается, что синдром Торга — Винчестера наследуется по аутосомно-рецессивному типу наследования. Считалось, что причиной этого заболевания является нелизосомное поражение соединительной ткани. Мутация инактивации белка обнаружена в гене матриксной металлопротеиназы 2 (MMP2). MM2 отвечает за ремоделирование кости. Ремоделирование кости — это процесс, при котором старая кость разрушается, чтобы на её замену могла быть создана новая кость. Эта мутация вызывает мультицентрический остеолиз и синдром артрита. Предполагается, что потеря вышестоящего белка MMP-2, активатора MT1-MMP, приводит к снижению активности MMP-2, не затрагивая MMP2. Инактивирующую гомоаллельную мутацию MT1-MMP можно увидеть на поверхности фибробластов. Было установлено, что фибробласты, лишённые MT1-MMP, не способны расщеплять коллаген I типа, что приводит к аномальной функции.

## Диагноз
В 1989 году был сформулирован набор диагностических критериев для диагностики синдрома Торга — Винчестера. Типичные диагностические критерии начинаются с результатов рентгенологического исследования скелета и двух определяющих симптомов, таких как низкий рост, грубые черты лица, гиперпигментация или чрезмерный рост волос. Типичными исследованиями, которые проводятся, являются рентгеновская и магнитно-резонансная томография. Полное рентгенографическое исследование скелета является обязательным для диагностики синдрома Винчестера вместе с детальным скелетно-мышечным обследованием и оценкой черепно-лицевой морфологии. Синдром Торга — Винчестера чаще встречается у женщин, чем у мужчин. Но в целом синдром встречается очень редко. Во всём мире было зарегистрировано всего несколько человек, у которых было зарегистрировано это расстройство.

## Лечение
Не существует известного лечения синдрома Торга — Винчестера; однако существует множество методов, которые могут помочь в лечении симптомов. Такое лечение может включать лекарства: противовоспалительные средства, миорелаксанты и антибиотики. Многим людям потребуется физиотерапия, чтобы стимулировать движение и использование конечностей, поражённых синдромом. Бисфосфонаты использовались для улучшения качества и плотности костей или, по крайней мере, для остановки прогрессирования повреждений костей или остеолиза. Генетическое консультирование обычно назначается семьям, чтобы помочь понять происхождение болезни. Есть несколько клинических исследований, в которых можно принять участие. Прогноз для пациентов с диагнозом синдром Винчестера положительный. Сообщалось, что несколько пострадавших дожили до среднего возраста; однако заболевание прогрессирует, и к концу жизни подвижность становится ограниченной. В конечном итоге контрактуры останутся даже при медицинском вмешательстве, например хирургическом.

## Исследования
В 2005 году у пациента с синдромом Торга — Винчестера были обнаружены мутации в гене матриксной металлопротеиназы 2 (MMP2). Исследование 2006 года выявило и другие мутации, обнаруженные в гене MMP2. Это привело к убеждению, что в этом семействе мутаций существует много подобных заболеваний. По состоянию на 2007 год было обнаружено, что эти мутации также обнаруживаются при синдроме Торга и NAO-синдроме. Это означает, что синдром Торга, NAO и синдром Винчестера являются аллельными нарушениями. В 2014 году был зарегистрирован новый случай синдрома Винчестера. Согласно недавно опубликованной статье (2012), было обнаружено, что мультицентрический остеолиз, нодулез и артропатия (MONA) и синдром Винчестера — это разные заболевания. Мутации в MMPS и MT1-MMP приводят к схожим, но совершенно разным синдромам «исчезновения кости».